# 普通自転車の交差点進入禁止

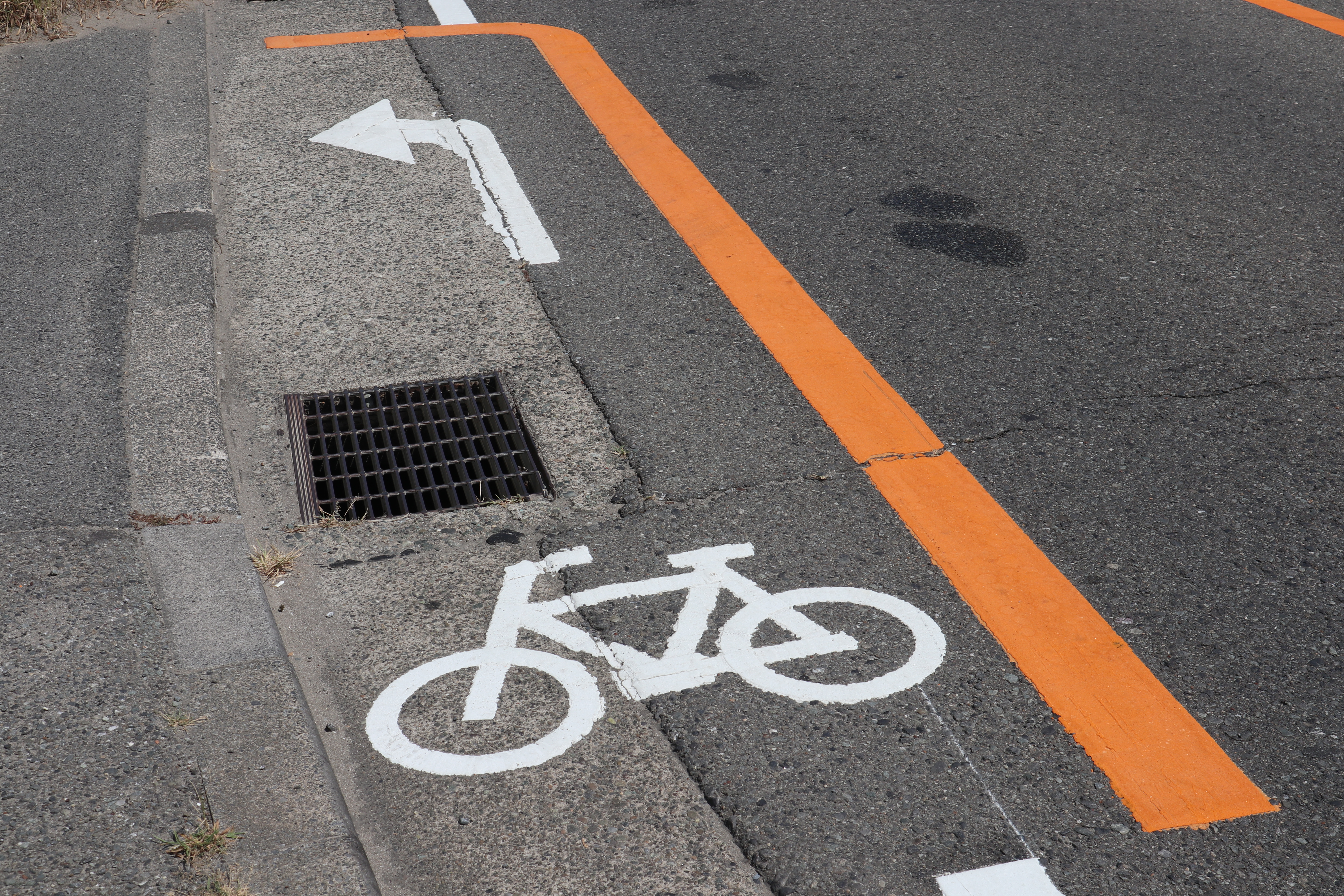
普通自転車の交差点進入禁止（神奈川県鎌倉市由比ガ浜4丁目）。

普通自転車の交差点進入禁止（ふつうじてんしゃのこうさてんしんにゅうきんし）は、日本において、道路交通法、道路標識、区画線及び道路標示に関する命令に基づいて設置される道路標示（規制標示）の一種である。自転車が絡む巻き込み事故が発生することを防止するため、1978年の道路交通法改正によって新たに規定された。交差点またはその手前に設置され、設置された交差点では普通自転車がこの標示を越えて交差点に進入することが禁止される。

## 設置目的と様式

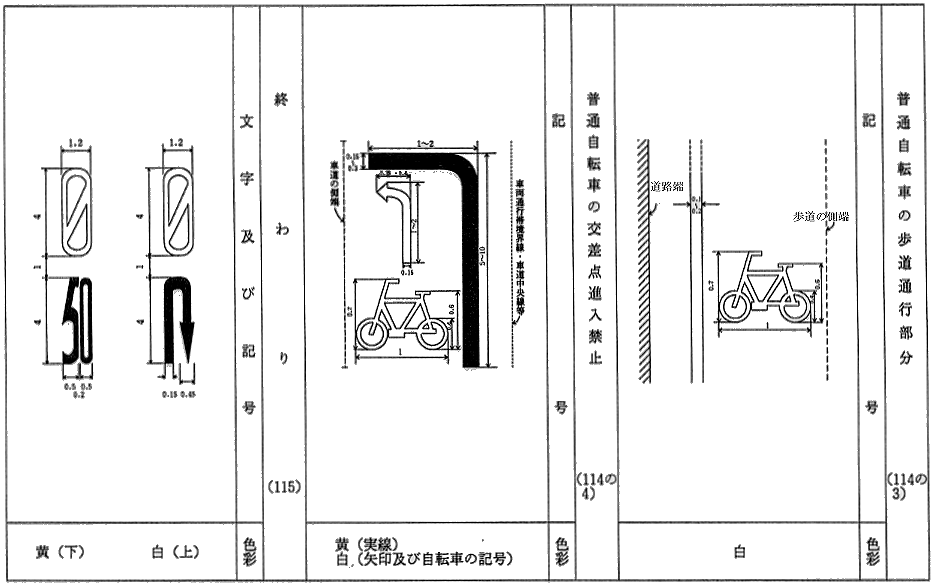
道路標識、区画線及び道路標示に関する命令別表第6。114の4で普通自転車の交差点進入禁止の様式が定められている。

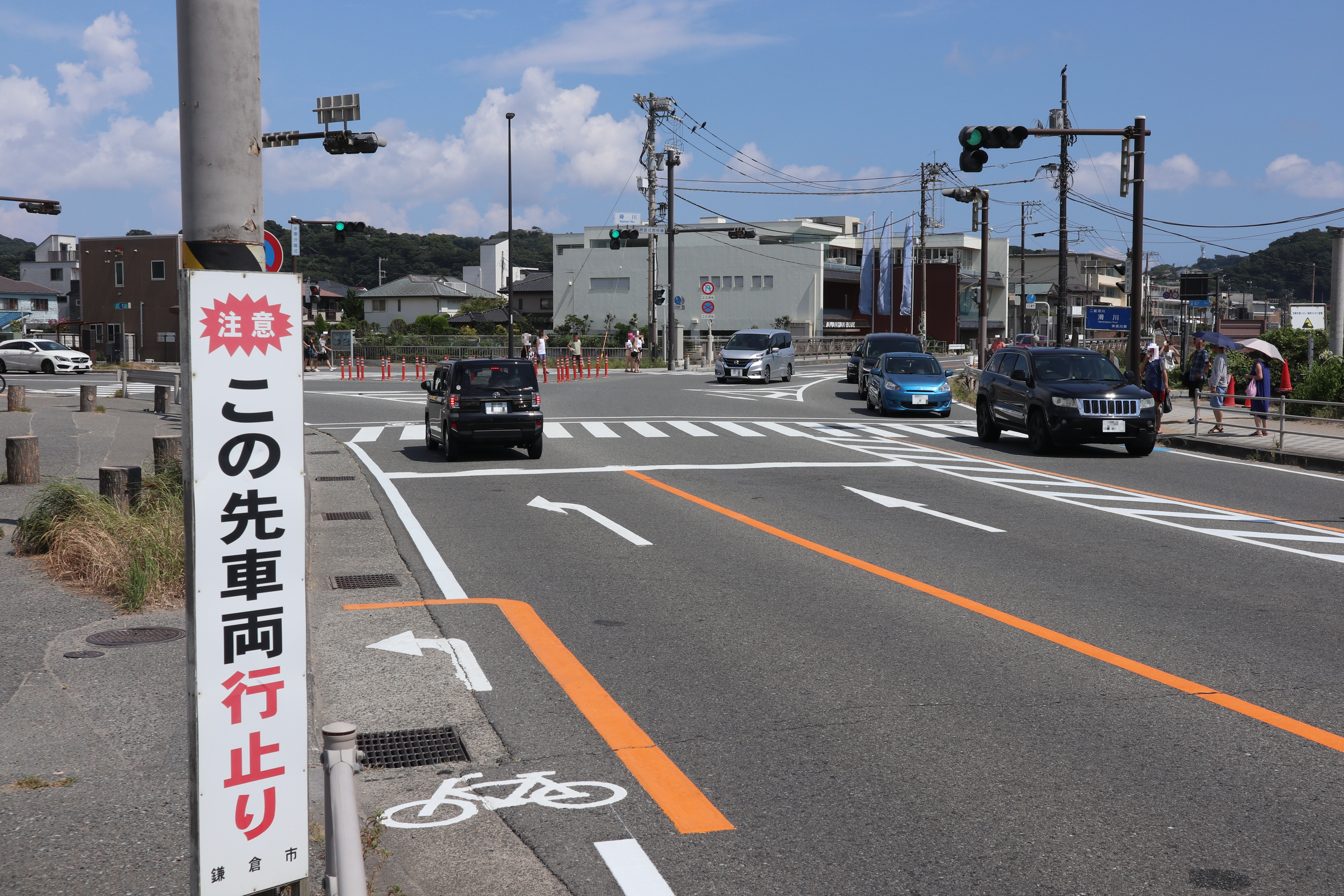
普通自転車の交差点進入禁止が設置された交差点（神奈川県鎌倉市由比ガ浜4丁目、滑川交差点）。

交差点において多く発生している自転車の巻き込み事故を防ぐため、左折する大型自動車が多い交差点など自転車が車道を走行すると危険な交差点において、普通自転車がこの標示を越えて交差点に進入することを禁止する目的で設置される。警察庁の通達である「交通規制基準」では、この規制を実施する基準として「原則として大型自動車の交通量が多く、かつ、当該自動車の左折及び並進による自転車事故の危険性のある交差点」で、「交差点手前の左側の歩道幅員が原則として3メートル以上で、特例特定小型原動機付自転車・普通自転車歩道通行可の規制が実施されている場所」としたうえで、規制場所としてなるべく交差点に近い場所とすることや、バスやタクシーの乗降場近くは避けることなどを規定している。
様式は、道路標識、区画線及び道路標示に関する命令別表第6に規定されており、自転車を表す白いシンボルマークと白色の矢印、黄色の鉤状の実線で構成されている。

## 法的根拠と罰則
普通自転車の交差点進入禁止の根拠となる条文は道路交通法第63条の7第2項である。そこには以下のように規定されている。
普通自転車は、交差点又はその手前の直近において、当該交差点への進入の禁止を表示する道路標示があるときは、当該道路標示を越えて当該交差点に入つてはならない。—道路交通法第63条の7第2項
これにより、普通自転車は交差点やその手前の直近にこの道路標示があるときは、この標示を越えて交差点に進入することが禁止され、左側の歩道に上がって通行することとなる。普通自転車がこの標示を越えて交差点に進入すると違反となる。ただし、条文が「当該道路標示を越えて当該交差点に入つてはならない」となっているため、普通自転車がこの道路標示を乗り越えたものの、その先にある交差点には入らなかった場合は違反は成立しない。また、普通自転車がこの道路標示を乗り越えずに、避けて交差点に入った場合も違反とならない。
上記のように、普通自転車がこの道路標示を乗り越えて交差点に進入することは違反であるが、この違反には罰則が定められていないため、この違反行為のみで直接処罰されることはない。ただし、道路交通法第63条の8の規定により、警察官等は、普通自転車の運転者が道路交通法第63条の7第2項に違反して通行している場合、その運転者に対し歩道を通行するように指示することができるとされている。
警察官等は、第六十三条の六若しくは前条第一項の規定に違反して通行している自転車の運転者に対し、これらの規定に定める通行方法により当該自転車を通行させ、又は同条第二項の規定に違反して通行している普通自転車の運転者に対し、当該普通自転車を歩道により通行させるべきことを指示することができる。—道路交通法第63条の8
そして、普通自転車の運転者がこの警察官等からの指示に従わない場合、道路交通法第121条第1項第7号の罰則が適用され、2万円以下の罰金又は科料に処されることとなっている。
次の各号のいずれかに該当する者は、二万円以下の罰金又は科料に処する。

…（中略）…
七 第十五条（通行方法の指示）又は第六十三条の八（自転車の通行方法の指示）の規定による警察官等の指示に従わなかつた者
…（後略）…
—道路交通法第121条第1項
つまり、道路交通法では普通自転車の運転者がこの標示を乗り越えて交差点に進入しただけでは処罰の対象とせず、その運転者が警察官等から歩道を通行するよう指示されたにもかかわらず従わなかった場合に初めて処罰の対象としている。このように処罰までに2つの段階を設けている理由は、道路交通法第63条の7第2項は「標示を越えて交差点に入ってはいけない」という禁止行為について規定したものであり、これに違反した運転者には正しい通行方法を指示する必要があるため、そして、この規定は普通自転車の運転者の安全を守るためのものであるから、普通自転車の運転者が自ら率先してこの規定を遵守することが望ましいとされているためである。

## 歴史
自転車は、手軽な交通手段として通勤、通学など日常生活に広く使われ、その数は急速に増加していた。自転車の保有台数は、1977年の時点で全国で4700-4800万台に達していたとされている。しかし、自転車利用者はマナーを守って運転している者ばかりではなかったため、自転車利用者のマナーの改善を求める声が多く上がっていた。一方、自動車の保有台数もモータリゼーションの進展によって増加し続け、1977年の時点で3200万台に達していた。このような中、自転車が絡む交通事故が数多く発生していた。1977年には、1089人の自転車利用者が交通事故で死亡しており、これは交通事故死者数全体の12.2パーセントに相当する割合であった。これまでも、路側帯の設置や自転車の歩道通行を条件付きで可能とするなどの政策により自転車が絡む事故を減らす努力が続けられてきたが、交差点付近の事故対策は他と比べ進んでいるとは言えなかった。交差点付近で多く発生する、自転車と左折する時の内輪差が大きい大型自動車との間の左折巻き込み事故は大きな問題となっていた。普通自転車の交差点進入禁止の道路標示は、多く発生していた自転車と大型自動車との間の巻き込み事故への対策として、1978年の道路交通法改正で初めて規定されたものである。この道路交通法改正では、普通自転車の交差点進入禁止以外にも自転車横断帯を新たに規定するなど自転車に関連したものを含め多くの改正箇所が存在した。この改正案は1978年3月16日に当時の福田赳夫内閣によって道路交通法の一部を改正する法律案として国会に提出され、4月28日に衆議院本会議で、次いで5月12日に参議院本会議でそれぞれ全会一致で可決され成立し、5月20日に公布された。法令番号は昭和53年法律第53号である。施行は一部の規定を除き同年12月1日とされたが、これは当時国家公安委員会委員長であった加藤武徳によれば「改正点が多く改正内容の周知徹底等に相当の日数を要するものと考えられ」たためである。このときの規定では、警察官等の指示に従わなかったときの罰則は2024年現在と異なり道路交通法第121条第1項第4号が適用され、また内容も1万円以下の罰金又は科料であった。次いで8月26日に道路標識、区画線及び道路標示に関する命令の一部を改正する命令（昭和53年総理府令・建設省令第1号）が公布され、普通自転車の交差点進入禁止の様式や設置場所などが規定された。こちらも施行は道路交通法と同じ12月1日とされた。12月1日、道路交通法の一部を改正する法律や道路標識、区画線及び道路標示に関する命令の一部を改正する命令が一部の規定を除き施行され、この日から普通自転車の交差点進入禁止の交通規制が実施された。施行後1年間の自転車利用者の交通事故死者数を施行前1年間と比較すると、施行後の方が死者数が12.8パーセント減少しており、道路交通法改正による普通自転車の交差点進入禁止の新設を含めた様々な政策の効果とされている。
1987年4月1日に施行された道路交通法の一部を改正する法律（昭和61年法律第63号）によって、道路交通法に規定された多くの反則金や罰金の額が1.5倍-2倍ほど引き上げられた。これは国民所得や物価の上昇に対して反則金や罰金の額が据え置かれたままだと、違反への抑止力が低下すると考えられたためである。これによって、普通自転車の交差点進入禁止の規制に違反して交差点に進入し、さらに警察官等の指示に従わなかった普通自転車の運転者に対する罰則も、今までの「1万円以下の罰金又は科料」から、2024年現在と同じ「2万円以下の罰金又は科料」へと引き上げられた。
2022年10月1日、道路交通法の一部を改正する法律（令和4年法律第32号）第1条が施行されたことにより、普通自転車の交差点進入禁止の規制に違反して交差点に進入し、さらに警察官等の指示に従わなかった普通自転車の運転者に対する罰則を定めた条文が、道路交通法第121条第1項第4号から第121条第1項第5号へと変更になった。これは、改正前は第121条第1項第1号の2に規定されていた内容が第121条第1項第2号として規定されるようになりそれ以降の条文に繰り下がるものが出たためであり、罰則の内容自体に変更はない。
2023年4月1日、道路交通法の一部を改正する法律（令和4年法律第32号）第2条が施行されたことにより、普通自転車の交差点進入禁止の規制に違反して交差点に進入し、さらに警察官等の指示に従わなかった普通自転車の運転者に対する罰則を定めた条文が、道路交通法第121条第1項第5号から2024年現在と同じ第121条第1項第7号へと変更になった。これは、遠隔操作型小型車や移動用小型車に関する規定が追加され、それ以降の条文に繰り下がるものが出たためであり、罰則の内容自体に変更はない。

### 年表
- 1978年
  - 3月16日：普通自転車の交差点進入禁止に関する規定が盛り込まれた、道路交通法の一部を改正する法律案が国会に提出される[25]。
  - 4月28日：道路交通法の一部を改正する法律案が衆議院本会議で全会一致で可決され、参議院に送付される[23]。
  - 5月12日：道路交通法の一部を改正する法律案が参議院本会議で全会一致で可決され、成立する[24]。
  - 5月20日：5月12日に可決成立した、道路交通法の一部を改正する法律が公布される[4][25]。法令番号は昭和53年法律第53号[4][25]。
  - 8月26日：道路標識、区画線及び道路標示に関する命令の一部を改正する命令（昭和53年総理府令・建設省令第1号）が公布され、普通自転車の交差点進入禁止の様式や設置場所などが規定される[4][5]。
  - 12月1日：道路交通法の一部を改正する法律（昭和53年法律第53号）や道路標識、区画線及び道路標示に関する命令の一部を改正する命令（昭和53年総理府令・建設省令第1号）が一部の規定を除き施行され、この日から普通自転車の交差点進入禁止の交通規制が実施される[4][29]。
- 1987年4月1日：道路交通法の一部を改正する法律（昭和61年法律第63号）が施行され、普通自転車の交差点進入禁止の規制に違反して交差点に進入し、さらに警察官等の指示に従わなかった普通自転車の運転者に対する罰則が、「1万円以下の罰金又は科料」から「2万円以下の罰金又は科料」へと引き上げられる[31][32]。
- 2022年10月1日：道路交通法の一部を改正する法律（令和4年法律第32号）第1条が施行され、普通自転車の交差点進入禁止の規制に違反して交差点に進入し、さらに警察官等の指示に従わなかった普通自転車の運転者に対する罰則を定めた条文が、道路交通法第121条第1項第4号から第121条第1項第5号へと変更される[33][34]。
- 2023年4月1日：道路交通法の一部を改正する法律（令和4年法律第32号）第2条が施行され、普通自転車の交差点進入禁止の規制に違反して交差点に進入し、さらに警察官等の指示に従わなかった普通自転車の運転者に対する罰則を定めた条文が、道路交通法第121条第1項第5号から第121条第1項第7号へと変更される[35][36]。

## ギャラリー

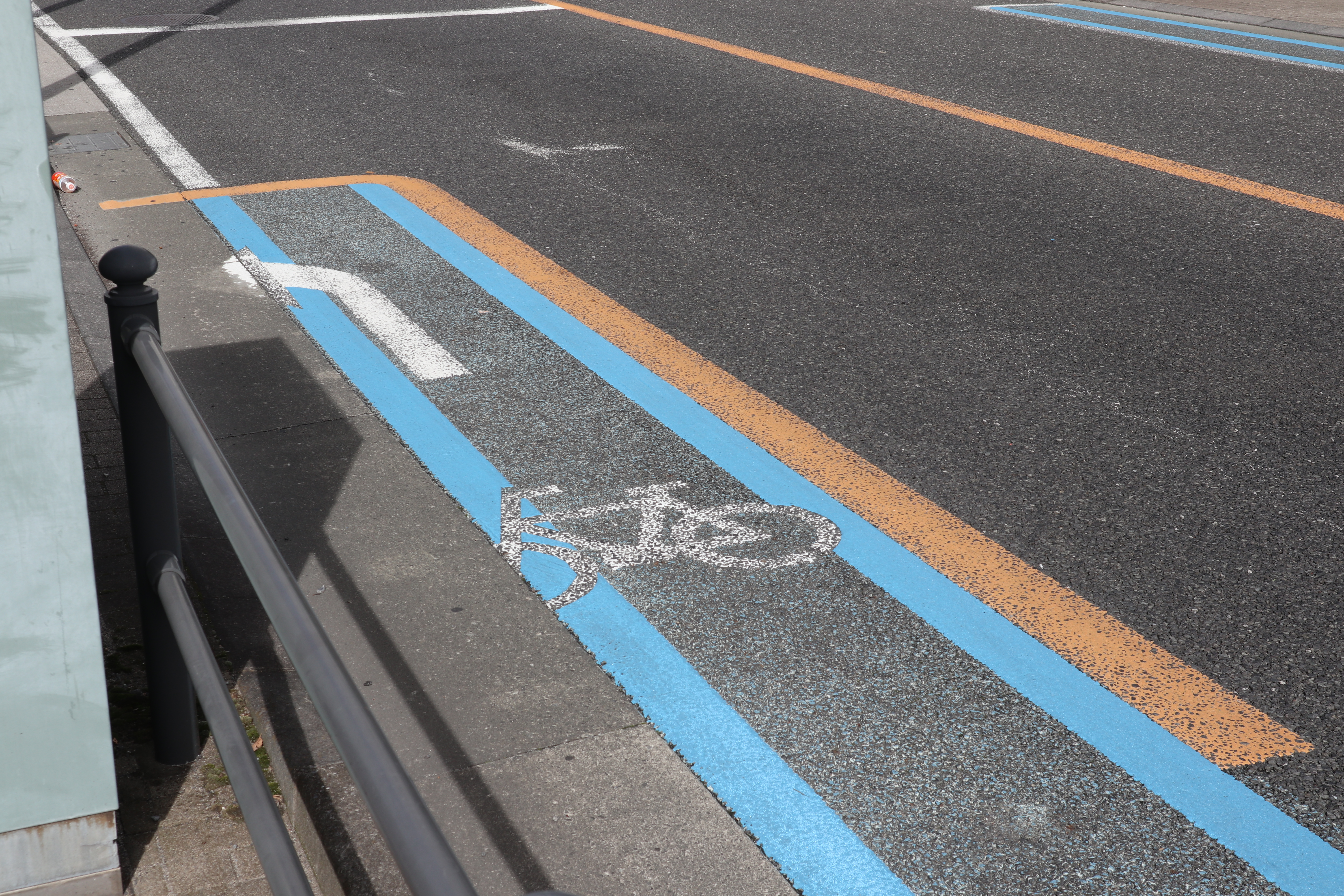
普通自転車の交差点進入禁止（神奈川県川崎市幸区新川崎）。青い線は普通自転車専用通行帯を示す法定外のカラー舗装である。
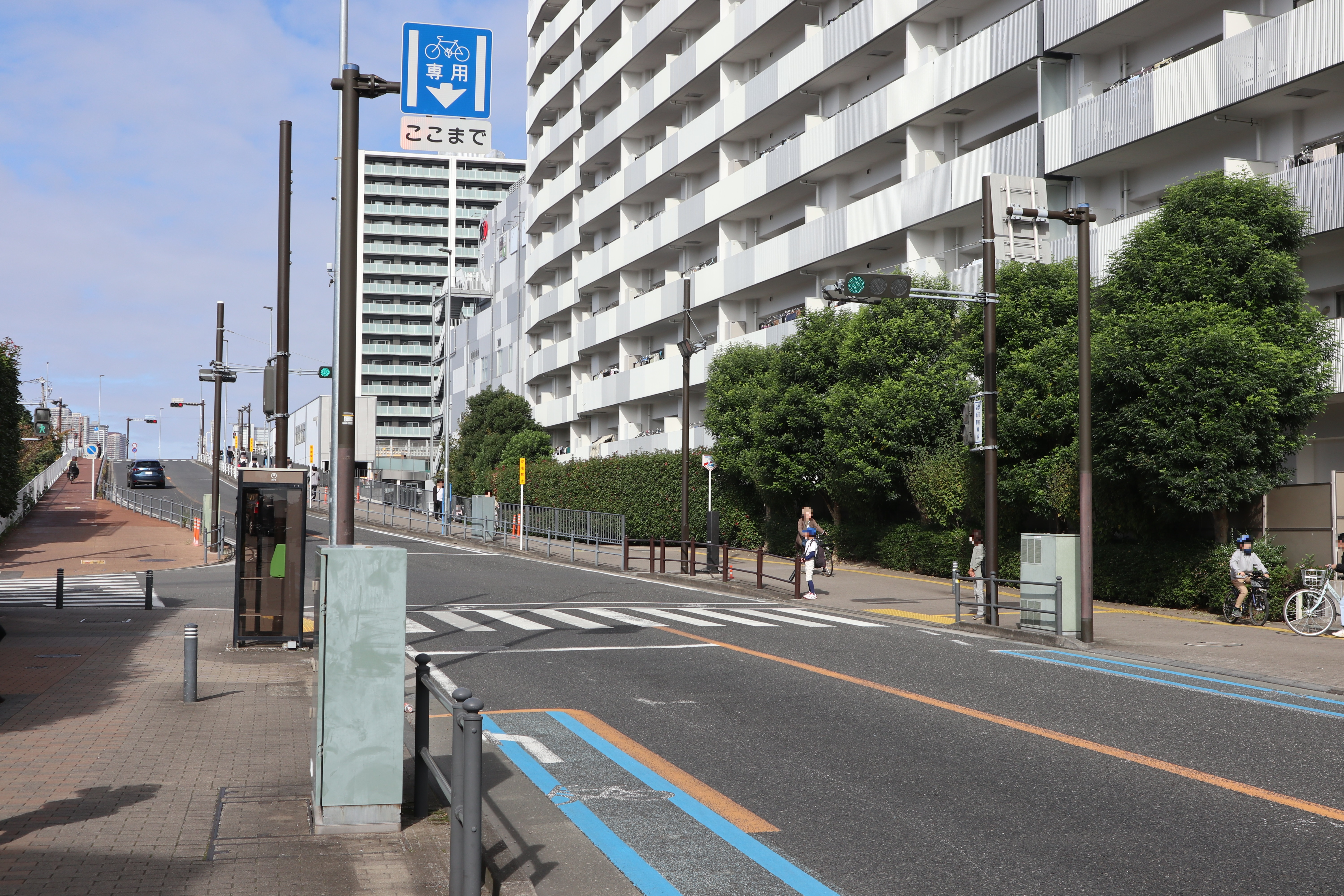
普通自転車の交差点進入禁止が設置された交差点（神奈川県川崎市幸区新川崎）。左上には普通自転車専用通行帯の終点標識[7]が見える。普通自転車専用通行帯が普通自転車の交差点進入禁止で途切れている。